# Робинсон, Джон Алан
Джон Алан Робинсон (англ. John Alan Robinson; 1930, Йоркшир, Великобритания — 5 августа 2016) — британский философ и логик, внёс важный вклад в становление логического программирования.

## Биография
Изучал антиковедение в Кембриджском университете и после окончания в 1952 году переехал в США. Там начал изучение философии сперва в Орегонском университете, затем в Принстонском университете ему была присуждена степень доктора философии. Работал в химическом концерне DuPont, где он получил знания в области программирования и математики. В 1961 году сменил место работы на Университет Райса, где стал заниматься математикой.
В 1965 году опубликовал работу Машинно-ориентированная логика, основанная на принципе резолюции, которая является основополагающей в автоматизации правила резолюций в логике. Его работы были решающими в развитии языка логического программирования Пролог.
Его называют одним из основателей современной программируемой логики. В 1996 г. Робинсон получил премию имени Жака Эрбрана за выдающийся вклад в развитие автоматизации рассуждений.

## Избранные публикации
- John Alan Robinson, «A Machine-Oriented Logic Based on the Resolution Principle», Communications of the ACM, 5:23-41, 1965.
- Michael A. Arbib and J. Alan Robinson (eds.), Natural and Artificial Parallel Computation, The MIT Press, 1990.
- J. Alan Robinson and Andrei Voronkov (eds.), Handbook of Automated Reasoning, The MIT Press, 2001.